# Twitterファイル
Twitterファイル（ツイッターファイル、英: Twitter Files）は、2022年12月から2023年3月にかけてTwitter上で、厳選されたTwitter社の内部文書が公開された一連のシリーズのことである。

## 解説
イーロン・マスクCEOは、2022年10月27日にTwitterを買収した直後に、ジャーナリストのマット・タイビ、バリ・ワイス、リー・ファン、著者のマイケル・シェレンバーガー、デビッド・ツヴァイク、アレックス・ベレンソンに文書を渡した。タイビとワイスは、マスクと協力して文書の公開を調整し、一連のTwitterスレッドとしてファイルの詳細を公開した。
最初のファイルが公開された後、技術とメディアのジャーナリストたちは、報告された証拠は、Twitterのポリシーチームが難しい決定に苦労しているだけで、そのような問題をすばやく解決していることを示しているに過ぎないと述べた。一方、保守派のジャーナリストたちは、文書はTwitterのリベラル偏向を確認するものだと特徴づけた。2023年6月の裁判所への申し立てで、Twitterの弁護士たちは、ファイルがマスクと多くの共和党員が主張したことを示したという主張を強く否定し、共和党の当局者も非常に頻繁に削除要求を行っていたため、Twitterはそれを追跡するデータベースを維持しなければならなかったと主張した。
ファイルには、米国政府機関がTwitterに特定のアカウントをブラックリストに載せるよう要求し、米軍が運営するアカウントが最終的に削除されるまで何年も放置されていたと記載されている。タイムズによると、Twitterは、米国の政策目標を推進するために、情報機関の職員が偽名で虚偽の記事を公開することを許可するなど、世論を動かすために米軍を意図的に支援したという。
この公開により、ブラックリストの性質をめぐる議論、議会調査の誓い、透明性のためにすべての文書の完全公開を求める声、Twitterでのコンテンツモデレーションプロセスを改善するよう求める声が上がった。

## 背景
コンテンツモデレーションシステムの内部の仕組みは、一般に広く知られていない。なぜなら、詳細を知られると、システムの操作を可能にしてしまうからである。しかし、アメリカの保守派は長年、Twitterがモデレーションポリシーを使って保守的な見解を抑圧していると主張してきた。2022年11月28日、マスクが正式にTwitterを買収してから1ヶ月後、マスクは、「言論の自由の抑圧」に関連するTwitterの内部文書の一部を公開する予定であると発表し、「一般の人々は、Twitterの以前の指導者の下で実際に何が起こったのかを知る権利がある」と付け加えた。
その後、マスクは、フリーランスのジャーナリストマット・タイビとバリ・ワイスに、スクリーンショット、電子メール、チャットログを含む一連のTwitter内部の文書を渡した。タイビは、「ユニークで爆発的なストーリーを取り上げる機会と引き換えに、私はある条件に合意しなければならなかった」と述べたが、その条件については明らかにしなかった。ワイスは、自分と報道チームが合意した唯一の条件は、資料を最初にTwitter上で公開することだけだと述べた。マスクは後に、タイビとワイスに文書を渡す前に自分は読んでいなかったと述べた。
12月6日、マスクは、Twitterの副法律顧問であるジェームズ・ベイカーを解雇した。ベイカーが、タイビとワイスに情報を渡す前に精査し、マスクが「説得力がない」と思った説明をしたからである。タイビは、ハンター・バイデンのラップトップ問題への対応に関するTwitter内部文書の公開予定が、ベイカーの精査により遅れたと述べた。ベイカーは以前、FBIの法律顧問を務め、2016年の選挙におけるロシアの干渉を調査していた。

## トピック
導入部でタイビは、ファイルは「『フランケンシュタイン』の物語のようなメカニズム」、つまり「世界最大かつ最も影響力のあるソーシャルメディアプラットフォームの1つ」が「設計者の制御の範囲を超えて成長した」ことを示していると述べた。タイビは、これらの文書と「複数の現在および元の幹部」の評価は、両政党からのモデレーション要請を受け入れて実行していたが、Twitterの圧倒的に左寄りの従業員が左寄りの偏向を助長していたことを示していると書いた。
第1弾には、ハンター・バイデンのラップトップに関するニューヨーク・ポストの記事についてのTwitterのモデレーションプロセスに関連するコンテンツが含まれていた。第2弾では、マスクらがシャドウバンと呼ぶ一部のユーザーの制限について取り上げた。第3弾では、ドナルド・トランプ大統領のTwitter凍結に至るTwitter内の出来事を取り上げた。第4弾では、2021年アメリカ合衆国議会議事堂襲撃事件に対するTwitter従業員の反応と、襲撃を支持するツイートやユーザーをどのようにモデレートするかをめぐるTwitter内の対立を取り上げた。第5弾では、Twitter従業員がトランプの凍結決定に影響を与えたことを取り上げた。第6弾では、FBIがTwitterに連絡を取り、選挙に関する偽情報を広めているとされるいくつかのアカウントに対して措置を取るよう提案したことを説明した。第7弾では、ハンター・バイデンのラップトップに関するニューヨーク・ポストの記事をめぐる、Twitterと情報機関とのやり取りを示した。第8弾では、アメリカ中央軍のアカウントが他国でオンライン影響力作戦を実施するために、Twitterのサイト完全性チームによってホワイトリストに載せられていたことが示された。

### 第1弾:「ニューヨーク・ポスト」記事のコンテンツモデレーション

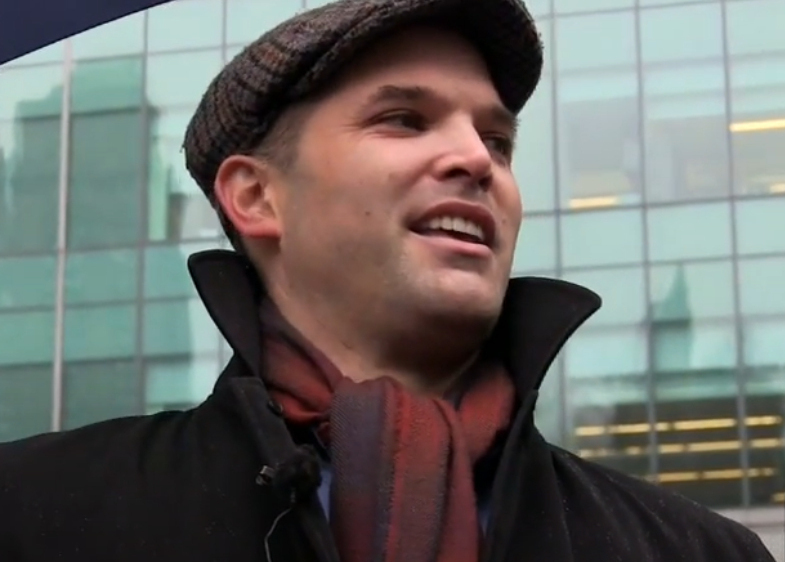
文書の第1弾を公開したジャーナリストマット・タイビ

2022年12月2日、タイビは長いTwitterスレッドを投稿し、Twitterファイルの第1弾の内容を、一部の文書の画像を用いて報告した。タイビの投稿は何千もの「リツイート」を集めた。一部の文書には、ハンター・バイデンのラップトップ問題に関連するコンテンツをモデレートする決定をめぐるTwitter内部の議論が記載されていた。また、2020年バイデン陣営と第1次トランプ政権の要請で削除対象とされたツイートをTwitterがどのように扱ったかに関する情報も含まれていた。また、カリフォルニア州の民主党議員ロー・カンナと当時のTwitter法務責任者ビジャヤ・ガッデとのやり取りも公開された。カンナは、検閲によって言論の自由への影響と政治的な反発が生じる可能性について警告していた。
ラップトップ問題は、当時の大統領候補ジョー・バイデンの息子、ハンター・バイデンのラップトップコンピュータに関する疑惑を提示した2020年のニューヨーク・ポストの記事に関連している。Twitterは、フェイスブックと共に、ユーザーがその記事へのリンクを共有することを阻止する措置を実施し、さらにTwitterは、ハッキングされたコンテンツの投稿に関する規則違反を理由に、ニューヨーク・ポストとホワイトハウス報道官ケイリー・マケナニーのアカウントを一時的にロックした。ワシントン・ポストは、これは、2016年アメリカ合衆国大統領選挙におけるロシアの干渉の際に起こったような「ハッキングと流出」の状況を含む、偽情報キャンペーンに対抗するための同社のシナリオ計画演習の結果であると報じた。この決定は、当時のトランプ大統領と保守派から、政治的に動機づけられたものだとして非難の声が上がった。当時Twitterの信頼・安全部門の責任者だったヨエル・ロスは後に、ニューヨーク・ポストの記事を検閲したのは「間違い」だったと認めた。
この第1弾は、Twitterがその記事の共有を阻止すべきかどうかをめぐる内部での議論に光を当てたもので、指導部は、それが同社のハッキング素材の禁止事項に該当すると主張した。タイビによると、当時のCEOであるドーシーは、その決定が下された時点では知らなかったという。数日後、ドーシーはその決定を覆し、「間違い」だったと述べた。その後、Twitterは、ハッキングされた素材に関するニュース記事は文脈の警告付きで許可するというように、ハッキング素材に関するポリシーを更新した。タイビはまた、バイデン陣営が5つのツイートの確認を求めたと思われる依頼のスクリーンショットと、Twitterのモデレーションチームの「これらは処理済み」という返信を共有した。タイビはそれらのツイートの内容は明らかにしなかったが、そのうち4つは後にインターネット・アーカイブから、ハンター・バイデンの裸の画像が含まれていたことが判明した。これはTwitterのポリシーとカリフォルニア州法のリベンジポルノに違反するものだった。5番目の削除されたツイートの内容は不明である。
マスクは、Twitterが「政府の命令を受けて」行動したとツイートしたが、タイビは、ラップトップ問題に政府が関与した証拠は見つからなかったと報告し、「その夏、連邦法執行機関から外国によるハッキングの可能性について『一般的な』警告があったと聞いたと複数の情報源が述べていたが、ラップトップ問題に政府が関与したという証拠は、私が見た限りでは存在しない」とツイートした。彼の報告は、FBIがソーシャルメディア企業にハンター・バイデンのラップトップ問題の抑制を圧力をかけたというマスクと共和党が推進する重要な物語を損なうものだった。

### 第2弾:可視性フィルタリング
ワイスは12月8日、「可視性フィルタリング」について第2弾を公開した。Twitterは、ツイートと検索結果を「ランク付け」し、「タイムリーな関連性」のために一部のツイートを宣伝し、他のツイートの露出を制限している。同社は、これらの行為とユーザーが生成したフィルタリング（あるユーザーが別のアカウントをブロックまたはミュートする場合など）を指して、「可視性フィルタリング」という用語を使用している。可視性フィルタリングの目的の1つは、Twitterの規則に違反しているが、停止に値するほど悪質ではない違反をしているアカウントの影響力を減らすことである。
ワイスは、「可視性フィルタリング」は単にTwitterの社内用語で「シャドウバン」を指すものだと主張した。彼女は、可視性フィルタリングを示すタグが付けられたユーザーアカウントの従業員ビューのスクリーンショットを投稿し、最高法務責任者、信頼・安全部門の責任者、CEOを含むサイトインテグリティポリシー、ポリシーエスカレーションサポート（SIP-PES）チームによって政治的に微妙な決定が下されたと書いた。彼女は、スタンフォード大学教授のジェイ・バッタチャーヤ（COVID-19ロックダウンの反対者）、保守派ラジオ司会者のダン・ボンジーノ、保守派活動家のチャーリー・カークのアカウントのスクリーンショットを投稿した。それぞれ「トレンドブラックリスト」、「検索ブラックリスト」、「増幅禁止」のタグが付けられていた。また、SIP-PESチームが反LGBTアカウントのLibs of TikTokの複数の停止処分に責任があり、「SIP-PESに相談せずにユーザーに対して措置を取らないこと」のタグが付けられていたと述べた。Twitterは、同アカウントの所有者であるチャヤ・ライチクの住所を含むツイートを削除しなかったと指摘した。
ワイスは、これらの行為を検閲とシャドウバンの証拠だと特徴づけたが、Twitterは主に「シャドウバン」の定義が異なることを根拠に、これに異議を唱えた。Twitterは、可視性フィルタリングを「投稿した本人以外の全員にコンテンツを発見できなくすること」と定義したシャドウバンと区別した。
ワイスが取り上げた文書は、右派に人気のある個人に焦点を当て、モデレーションの実践が政治的に動機付けられていることを示唆していた。これは、アメリカの保守派の間で長年主張されてきたことであるが、Twitterはこれを否定してきた。2018年にTwitterが実施した内部調査では、そのアルゴリズムが政治的右派を優遇していることが明らかになった。WiredとSlateは、モデレーターが高位の保守派アカウントに対して上層部に相談せずに行動できないという方針を「優遇措置」と表現した。これは事実上、これらのアカウントに対するTwitterのコンテンツポリシーの執行を制限するものだったからである。ワイスは、全体でいくつのアカウントが影響力を弱められたのか、またその政治的立場は明らかにしなかった。このような文脈の欠如により、この問題から結論を導き出すのは難しかった。Twitterの元製品責任者のケイボン・ベイクプールは、この第2弾を「意図的に誤解を招くもの」と呼んだ。透明性のために、ドーシーはマスクに宛てて「全てを今すぐ公開せよ」とツイートし、Twitterファイルの全てを公開するよう求めた。

### 第3～5弾:連邦議会襲撃とドナルド・トランプの停止処分
第3弾は12月9日にタイビによって公開され、トランプのTwitter停止処分に至るまでの社内の出来事が取り上げられた。2021年アメリカ合衆国議会議事堂襲撃事件の2日後、トランプは2つのツイートを投稿した。1つは、自分の有権者を「アメリカの愛国者」と称賛し、「決して侮辱されたり、不当に扱われたりすることはない」と主張するものだった。もう1つは、ジョー・バイデンの就任式に出席しないと述べるものだった。Twitterは同日、この2つのツイートが「暴力の美化」のポリシーに違反していると指摘して、トランプのアカウントを永久に停止した。タイビは、2020年10月8日、Twitter幹部が「us2020_xfn_enforcement」というチャンネルを作成し、その後の2020年アメリカ合衆国大統領選挙に関連するコンテンツの削除を議論する拠点としたと報告した。タイビによると、Twitterのモデレーションプロセスは、推測、「直感的な判断」、Google検索に基づいており、当時のトランプ大統領のツイートのモデレーションもそうだったという。ニューヨーク・タイムズが2020年に報じたように、タイビは、当時のTwitter信頼・安全部門の責任者であるヨエル・ロスが、FBIなどの機関と定期的に会合を持ち、国内外の関係者が2020年の選挙を操作する可能性について議論したと述べた。トランプのTwitterアカウントが停止された後、タイビは、それが将来の大統領のアカウントを停止する前例となり、Twitter自身のポリシーに違反すると主張したと報告した。タイビは、トランプ政権と共和党がツイートのモデレーションを要求したと聞いたが、選挙執行に関するSlackチャットではそのような要求の証拠は見つからなかったと書いた。

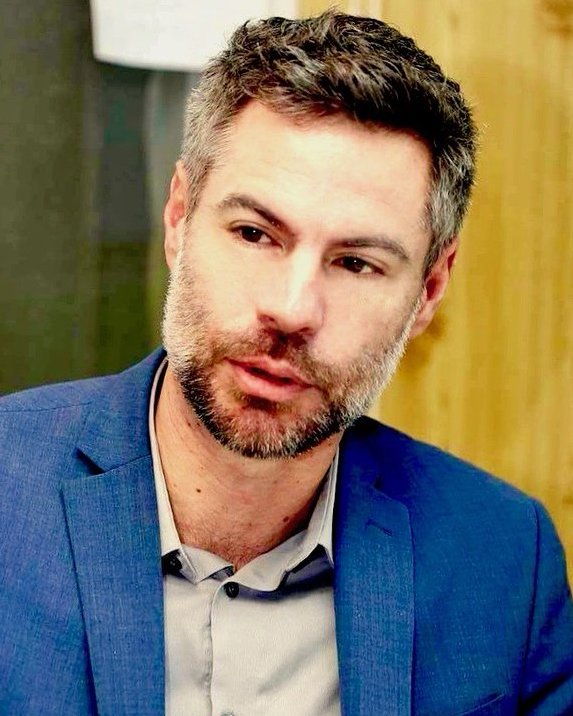
第4弾と第7弾を公開した著者のマイケル・シェレンバーガー

第4弾は12月10日にシェレンバーガーによって公開された。連邦議会襲撃に対するTwitter従業員の反応と、襲撃を支持するツイートやユーザーに対して、具体的なポリシーに基づかずにどのように対処するかをめぐる社内の対立を取り上げた。これは、トランプが2020年アメリカ合衆国大統領選挙に勝利したという前例のない虚偽の主張をしたためである。シェレンバーガーは、ロスが同僚に「stopthesteal」と「kraken」という語句をブラックリストに載せるよう求めたスクリーンショットを共有した。どちらも1月6日の襲撃の支持者に関連づけられていた。また、同社の従業員からの圧力により、ドーシーが永久停止のための「再犯者」ポリシーを承認したように見えると述べた。新しいポリシーに基づいて5回の警告を受けた後、トランプの個人のTwitterアカウントは1月8日に永久に停止された。シェレンバーガーの第4弾では、具体的なポリシーのガイダンスがないまま、従業員が自らの裁量でツイートにフラグを立て、警告を適用したことを示唆するスクリーンショットも提供された。シェレンバーガーによると、これは頻繁に起こっていた例だという。
第5弾は12月12日にワイスによって公開された。Twitter従業員間の対立と、それがトランプのプラットフォームからの追放に関する決定にどのような影響を与えたかを取り上げた。これらのコミュニケーションには、特定のツイートが選挙操作に反するポリシーに違反しているかどうかを判断するよう、FBIやその他の機関から要請があったことも含まれている。ワイスは、2021年1月8日の朝にトランプが行った2つのツイートが、彼の停止処分の根拠として使用されたと報告した。その2つのツイートは当初、暴力を扇動する兆候はないとして、複数の従業員の同意を得てクリアされたという。ワイスによると、元法務・ポリシー・信頼部門の責任者であるビジャヤ・ガッデは反対し、そのツイートは将来の政治的暴力の犬笛だと示唆した。ワイスは、Twitterの「段階的執行」チームがガッデに同意し、そのツイートは「暴力の美化」のポリシーに違反しており、トランプがツイートで使用した「アメリカの愛国者」という言葉は連邦議会の暴徒を指す隠語だと示唆したと報告した。また、あるチームメンバーは、トランプを「クライストチャーチの銃撃犯やアドルフ・ヒトラーに匹敵する暴力や死者の責任を負うテロリストグループのリーダー」と呼んだという。ワイスによると、30分間の全従業員ミーティングの後、ドーシーはロスに、トランプの停止処分の文書の言葉を簡潔にするよう求めた。1時間後、トランプのアカウントは「さらなる暴力扇動のリスクがあるため」停止されたという。

### 第6～7弾:FBIとTwitter信頼・安全チームとのコミュニケーション
12月16日にタイビによって公開された第6弾では、FBIが選挙に関する偽情報を広めているとして、複数のアカウントをTwitterの信頼・安全チームに報告したことが説明された。タイビによると、報告されたアカウントの多くは、フォロワー数が少なく、明らかに風刺的な内容のツイートを行っていたという。例えば、クレア・フォスターというユーザーは、「私は州の投票カウンターです。マスクをしていない人の票はカウントしません。#safetyfirst」や「この投稿に対する否定的なコメント1件につき、民主党に1票追加します」とツイートしていた。また、TwitterはFBIがフラグを立てたツイートやアカウントに対して、常に措置を取っていたわけではないとも報告した。タイビは、ある上級スタッフが、FBIとのメールやミーティングの頻度から、同社とFBIとの関係を「政府と業界の同期」と呼んでいたと書いている。
第7弾は、2022年12月19日にシェレンバーガーによって公開された。FBIがハンター・バイデンのラップトップ問題のモデレーションに関与したことが説明された。シェレンバーガーは、2020年大統領選挙で外国の干渉の可能性があるというFBIと国土安全保障省の警告が、Twitterにハンター・バイデンのラップトップ問題をモデレートするよう影響を与えたと報告した。ロスは、ポスト紙の記事に関する社内での議論の中で、「ここでの重大なリスクと2016年の教訓」により、Twitterはその記事に警告を適用し、「増幅されるのを防ぐべき」だと書いた。シェレンバーガーは、2021年のメールのスクリーンショットを共有した。そこには、Twitterの安全・コンテンツ・法執行（SCALE）チームからの連絡が含まれており、TwitterはFBIからの要請を処理するコストの「法定償還権」を満たすために設計された2019年のプログラムから3,415,323ドルを受け取ったとあった。マスクは、このような支払いは法的要請を処理するためには一般的なものであるにもかかわらず、この支払いは米国政府が「公衆から情報を検閲するために」同社に賄賂を贈ったことの証拠だとツイートした。Twitterの法執行に関するガイドラインには、「Twitterは、法的手続きに従って作成された情報に関連するコストについて、法律で認められている範囲で（例えば、18 U.S.C. §2706に基づいて）償還を求めることがある」と記載されている。フェイスブックの元最高セキュリティ責任者でサイバーコンサルティング会社Krebs Stamos Groupのパートナーであるアレックス・スタモスは、FBIからの償還は「コンテンツモデレーションとは全く関係がない」と書いた。

### 第8～9弾:米国政府との関係
2022年12月20日のリー・ファンによる第8弾は、Twitterのサイトインテグリティチームが、イエメン、シリア、クウェートなどの他国でオンラインの影響力作戦を行うために使用されたアメリカ中央軍(CENTCOM)のアカウントをホワイトリストに載せたことを示す文書を報告した。このホワイトリスト入りにより、これらのアカウントにフラグが立てられるのを防いだ。多くのアカウントは軍との関係を明らかにしておらず、一般のユーザーを装っていた。
タイビによる「Twitterファイル」の第9弾は、TwitterのコンテンツモデレーションへのCIAとFBIの関与を指摘したものである。

### 第10弾:COVID-19関連コンテンツのモデレーション
第10弾は2022年12月26日にデビッド・ツヴァイクによって公開され、米国政府がTwitter上の新型コロナウイルス関連のコンテンツのモデレーションに関与していたと主張した。

### 第15弾:ハミルトン68ダッシュボード
2023年1月27日、タイビは第15弾を公開し、民主主義を守る同盟（ASD）が運営するハミルトン68ダッシュボードについて論じた。タイビは、「ニュース機関は長年にわたって、ロシアのボットが『シリアでの空爆に反対し、FOXのホストのローラ・イングラムを支持し、ドナルド・トランプとバーニー・サンダースの両方の選挙運動を支持するなど、ソーシャルメディアの無限のキャンペーンを増幅している』と主張する際に、ワッツとハミルトン68を引用してきた」と書いた。
ASDは、同団体のメソッドを繰り返すファクトシートを公開し、タイビの「その日の『Twitterファイル』の主要な主張」をファクトチェックすることで、タイビの主張に反論した。ASDは、メディアがダッシュボードのデータを使用する際に「適切な文脈を含めていない」ことが多いと説明した。
ザ・ナショナル・デスクのジャクソン・シネンバーグは、タイビの主張と民主主義を守る同盟の反応を説明し、タイビの公開を批判した。タイビは、ASDの活動を「デジタル・マッカーシズムと詐欺の混合物で、アメリカの政治と文化に大きな損害を与えた」と呼んだ。シネンバーグは、2018年にASDがすでに、メディア報道とは対照的に、ボットを追跡していないことを説明していたと指摘した。Twitter、タイビ、ほとんどのメディアは「メソドロジーガイドの最後にある特定の免責事項」に言及していないと説明した。シネンバーグは、ハミルトン68は「不完全なツールだったが、それをマッカーシズムや詐欺と呼ぶのはタイビの誇張のように思える」とまとめている。

### 第16弾:ドナルド・トランプやその他の共和党員に向けられた、また彼らから発せられた侮辱
共和党の政治家たちも、自分たちの政治的利益のために特定のコンテンツをモデレートしたり、しなかったりするようTwitterにロビー活動を行っていた。Twitterは、ドナルド・トランプが2019年のツイートで（主に米国生まれの）民主党の女性議員を侮辱するのに同様のフレーズを使用した後、反移民ヘイトスピーチポリシーから「出身地に帰れ」を削除した。ホワイトハウスは、テレビタレントのクリッシー・テイゲンがトランプ大統領を侮辱したツイートを削除するようTwitterに要請したが、Twitterはこれを拒否した。

### 第17弾:グローバル・エンゲージメント・センター
2023年3月2日、タイビは第17弾「ニューナレッジ、グローバル・エンゲージメント・センター、国家支援のブラックリスト」を公開した。これは、外国のプロパガンダと戦うための省庁間の取り組みとして、外国プロパガンダ・偽情報対策法によって設立されたグローバル・エンゲージメント・センターに焦点を当てたものである。

### 第19弾:バイラリティ・プロジェクト
2023年3月17日に公開されたTwitterファイルの第19弾は、Reason誌によると、スタンフォード大学の「バイラリティ・プロジェクト」が複数の非営利団体と協力して、「公衆衛生当局の立場と矛盾するCOVIDワクチン、科学、政策に関するコメントを、それが真実であっても、ソーシャルメディアプラットフォームと協力してフラグを立てて抑制した」ことを取り上げた。目的は、真実の情報が誤情報のトロープに有利になるように悪用されることを含む、COVIDの誤情報の取り締まりだった。「ワクチンの副作用に関する個々の実話は、誤情報や偽情報としては扱われなかったが、人々を誇張したり誤解させたりする場合は、『誤情報』とラベル付けされる可能性があると研究者は述べた」。ZDNetのテックレポーター、ダン・パターソンは次のように書いている。「ワクチンの開始時には、これらのワクチンがどのように機能するかについて多くの誤情報があり、彼らが試みたのは、何が本当なのかを見極め、誤った情報が誤って増幅されないようにすることだった」。

## 反応

### 政治家
FOXニュースのインタビューで、共和党下院少数派院内総務のケビン・マッカーシーは、タイビの報道を擁護し、イーロン・マスクについて、批判者は「真実を語る人物の信用を失墜させようとしている」と述べた。
民主党下院議員のロー・カンナは、ニューヨーク・ポストの記事の抑制を修正第一条の原則に違反するものとしてTwitterを批判した自身のメールの信憑性を確認した。また、Twitterはコンテンツの削除や非推奨に関する「明確で公的な基準」を実施し、そのような決定を透明性のある方法で行い、ユーザーにその決定を不服申し立てする方法を提供すべきだとも述べた。下院共和党は、カンナとTwitterのやり取りを調査する意向を示している。
ドナルド・トランプは、最初のTwitterファイルの公開を、「巨大ハイテク企業、民主党全国委員会、民主党」が2020年アメリカ合衆国大統領選挙で自分に不利になるよう操作した証拠だと述べ、「憲法に記載されているものも含め、すべての規則、規制、条項の終了」が必要だと宣言した。「正当な勝者」を宣言すべきか、新しい選挙を行うべきかと尋ねた。ホワイトハウス副報道官のアンドリュー・ベイツは、トランプの発言を非難し、アメリカ合衆国憲法は「党派を問わず」国民を団結させる「神聖な文書」であり、その終了を求めることは「国家の魂」に対する攻撃だと書いた。マスクはTwitterで、「憲法はどの大統領よりも偉大である。以上」と述べた。

### FBI
2022年12月21日、FBIはTwitterファイルで自分たちに対してなされた告発に対し、以下の声明を発表して対応した。
FBIとツイッターの間のやり取りは、複数のセクターや業界にわたる多数の企業を含む、連邦政府と民間セクターの間の伝統的で長年にわたる継続的な関わり合いの例に過ぎない。やり取りからわかるように、FBIは民間企業に重要な情報を提供し、企業が自社と顧客を守ることができるよう努めている。FBIの男女は毎日、アメリカ国民を守るために働いている。陰謀論者やその他の人々が、FBIの信用を失墜させる目的だけでアメリカ国民に誤情報を与えているのは残念なことである。
この論争の中心にいるFBIの捜査官は、宣誓供述書の中で、FBIがハンター・バイデンのラップトップ問題についてTwitterに指示を出したことはないと述べた。ソーシャルメディア企業とのFBIの連携を主導した元捜査官は、「我々は企業に『この記事を抑圧する必要がある』とは絶対に言わない」と述べた。

### 法学者
マスクは、Twitterのコンテンツモデレーションがアメリカ合衆国憲法修正第1条に違反していると主張した。しかし、法律の専門家は、修正第1条は政府の行為者のみを制限するものであるため、民間企業によるコンテンツモデレーションが修正第1条に違反するという考えを否定した。修正第1条連合の法務部長デビッド・ロイは、Twitterは自社のサイトでどのようなスピーチを許可するかを法的に選択できると述べ、バイデン陣営（当時は政府の一部ではなかった）もトランプ政権も特定のコンテンツモデレーション措置を要求できると指摘した。

### プライバシーとセキュリティ
タイビは、公開されたスクリーンショットからメールアドレスを編集しなかったことで批判された。Twitterの元信頼・安全部門責任者のヨエル・ロスは、それを「根本的に容認できない」と呼び、マスクはメールアドレスを編集すべきだったと認めた。マスクは、ロスがTwitterに雇用されている間は彼を支持していたが、彼の辞任後、公然と彼を批判し、虚偽の告発をするツイートを支持し始めた。これには、彼が子供を性的対象にしているという告発が含まれており、CNNのドニー・オサリバンは、これは「オンラインで人々を攻撃するために陰謀論者が使う一般的な比喩だ」と述べた。その後、ロスは自宅から逃げ出さざるを得ないほど深刻な暴力の脅威に直面した。 マスクは、新しい信頼・安全部門責任者のエラ・アーウィンに、ワイスにユーザーアカウントの内部ビューのスクリーンショットを提供するよう指示し、ワイスはそれをオンラインで公開した。スクリーンショットの公開と、ファイルに取り組む作家たちが自由にアクセスできるというマスクの発言は、人々がTwitterと連邦取引委員会の間の2022年のプライバシー協定に違反して機密のユーザーデータにアクセスできるのではないかという懸念を引き起こした。2022年12月10日、マスクは「言論の自由の絶対主義者」を自称しながら、内部のメッセージや電子メールを選ばれたジャーナリストに公開していたにもかかわらず、情報を報道機関にリークしたTwitter従業員を訴えると脅した。この脅迫は全体会議で表明され、Twitterの従業員はそれを理解したことを示す誓約書に署名するよう求められた。
連邦取引委員会は2022年末にTwitterファイルの一環として公開された情報について調査を行い、2024年2月、Twitterのエンジニアが「消費者の個人情報を保護するための適切な措置を講じた」ため、データプライバシーの違反は発生しなかったと判断した。

### 元TwitterCEO
Twitterの元CEOで共同創設者のジャック・ドーシーは、マスクに対し、コンテンツモデレーションに関する現在および将来の行動についてのTwitterのすべての議論を含め、内部文書をすべて一度に「フィルターなしで」公開するよう促した。ドーシーは後に、マスクが内部文書を特定の人々にしかアクセスさせなかったことを批判し、ファイルは「ウィキリークススタイル」で公開されるべきだったと示唆し、「考慮すべきより多くの目と解釈がある」と述べた。ドーシーは、Twitterで「ミスがあった」ことは認めたが、同社に「悪意や隠れた意図はなかった」と信じていると述べた。また、元Twitter従業員に対する嫌がらせのキャンペーンを非難し、それは「危険」で「何の解決にもならない」と述べた。

### ジャーナリスト
最初のファイルが公開された後、技術とメディアのジャーナリストの面々は、報告された証拠は、Twitterのポリシーチームが難しい決定に苦労しているだけだが、そのような問題をすばやく解決していることを示しているに過ぎないと述べた。一方、保守派のジャーナリストは、文書はTwitterのリベラル偏向を確認するものだと特徴づけた。元Twitter従業員とトランプ政権の当局者は、共和党員もTwitterがデータベースを維持しなければならないほど頻繁に削除要求を行っていたことを確認した。
Forbesは、ニューヨーク・ポスト紙の記事に関するタイビの投稿について、「Twitterのスタッフは、2020年10月のニューヨーク・ポスト紙の記事を抑制するために『非常手段』を取った」ことと、FBIが関与していたと主張する陰謀論を否定する「ラップトップ問題に政府の関与はなかった」ことを示しているように見えると報じた。MSNBCのメフディ・ハサンは、タイビがマスクのために広報活動を行っているように見えることをTwitterで批判した。タイビは、批判者の何人が「FBI、CIA、ペンタゴン、ホワイトハウスの匿名の情報源のために記事を書いたことがあるのか」と尋ねることで応答した。
ラップトップについて最初に書いた人物の一人であるニューヨーク・ポストのコラムニスト、ミランダ・ディバインは、FOXニュースのホストタッカー・カールソンに、この記事に関するプレゼンテーションは「期待していた決定的証拠ではなかった」と語った。ナショナル・レビューのジム・ゲラティは、「ファイルは、ソーシャルメディア企業の経営陣が一方的に、人々に報道を見せて自分で結論を出させるのではなく、一般の人々から速報を遠ざけるのが自分たちの役割だと決めたという醜い肖像画を描いている」と書いた。
インテリジェンサーは、最初の2回の公開には「本当に懸念すべき発見が2、3ある」が、「誇張に満ちていて、文脈の省略によって台無しにされ、正直さの欠如の事例によって信用を失墜させられている」ため、「それが非難していると主張する現象の悪質な例、つまりソーシャルメディアのマネージャーが党派的な目的のために自分たちのプラットフォームを活用していることの例として最もよく理解される」と書いた。
アトランティックのチャーリー・ワーゼルは、最初の2つのスレッドを「いい加減で、エピソード的で、文脈を欠いており、古いニュースだ」と特徴づけたが、ファイルは、「政治的議論やニュース消費の広い部分を企業プラットフォームにアウトソーシングしている」結果、ビッグ・テックプラットフォームが持つ「巨大な力」を示していると書いた。また、マスクの中心的な目標は「リベラルを怒らせる」ことと政治的右派にアピールすることだと示唆し、文書へのアクセスを「彼のお気に入りの問題に賛同を表明した」特定の人々にのみ許可し、フォロワーに2022年中間選挙で共和党に投票するよう呼びかけたことを理由に挙げた。
最初のワイスのスレッドの後、ヴァニティ・フェアのカレブ・エカーマは、何アカウントが「シャドウバン」されたのか、どのように選ばれたのか、その政治的立場はどうだったのかはまだ不明だと書いた。マスクの下では、いくつかの著名な左派と反ファシストのユーザーが禁止される一方で、禁止されていたいくつかの著名な右寄りのユーザーを復活させたと指摘した。
Wiredのキャサリン・クロスは、ワイスとタイビのスレッドを「透明性の演劇」と表現し、マスクの本当の動機は「あらゆる説明責任からの自由」と「誰も彼に『ノー』と言わない世界」を実現することだと書いた。クロスは、「シャドウバン」という言葉は「人々が望むものになった」と述べ、政治的右派による「Woke」という言葉の使い方と比較した。また、マスクが自身の意思決定について透明性を持っていないのはなぜかと尋ね、「彼らがTwitterに偽って非難してきたことのすべてが、彼らが多くのイデオロギー的敵に対して行おうとしていることだ」と示唆した。
ウォール・ストリート・ジャーナルの編集委員会は、現職および元の米国情報当局者が選挙に影響力を持つという「政治的腐敗の一形態」を暴露したとして、この公開を称賛した。ウォール・ストリート・ジャーナルのジェラルド・ベイカーは、Twitterファイルは「同じ考えを持つ人々の強力な階層が、一方的に進歩的な議題を有利にするために情報の流れをいかに制御し、制限しているかを暴露した」と書き、「新しいことは何も教えてくれない」、政府の検閲や政治キャンペーンによる操作に関する「衝撃的な暴露」は含まれていないと付け加えた。ベイカーは、ファイルは「複雑な問題に自社の価値観に沿って取り組む企業の内部での審議を表面化させた」と付け加えた。ウォール・ストリート・ジャーナルのテッド・ロールは、「両側が言論の自由を支持できないのか」と問いかけた。
CNNのオリバー・ダーシーは、複数のニュース機関がTwitterファイルを報道していないという事実について、「この公開は基本的に明らかにする情報を含んでいないからだ」と述べ、ファイルは「特に大きなプレッシャーの下で元アメリカ合衆国大統領に対処しているときに、コンテンツモデレーションがいかに厄介になり得るかを示しているに過ぎない」と述べた。しかし、ニュース機関がファイルを報道しないことで、「右派メディアの不誠実な関係者」が「歪曲された解釈」で物語を乗っ取る余地ができ、ファイルを調べようとする一般人にとって複雑になると指摘した。CNNは、6人のテクノロジー企業の幹部と上級管理職、および問題に詳しい複数の連邦職員にインタビューしたが、全員がFBIはTwitterにハンター・バイデンのラップトップ問題を抑圧するよう指示していないと述べた。
第6弾のファイルの公開を受けて、リバタリアン系雑誌Reason誌のロビー・ソーブは、「ソーシャルメディア企業にはジョークをモデレートする全面的な権利がある」としながらも、FBIの同社とのコミュニケーションを「不適切」で「言論の自由の侵害」だと呼んだ。ハイテク企業と連邦政府が「反対意見、反体制的意見、さらにはユーモアを取り締まるために協力している」ことは「率直に言って不気味だ」とコメントした。同誌のエリザベス・ブラウンは、第7弾で提示された文書は「興味深いが、右派の多くが主張するような決定的証拠ではない」と意見を述べた。彼女は、その文書は、Twitterがポスト紙の記事を抑制することでジョー・バイデンに有利になるよう2020年大統領選挙の不正を図ったことの証拠ではなく、むしろ2016年にロシアの荒らしを助けたという非難に反応し、FBIやDHSなどの「政府勢力からの圧力」によって行われた「理解できる間違い」だと述べた。彼女は、FBIとDHSこそが「ここでの本当の悪者」だと述べた。
Twitterファイルの公開から1年後、その影響についてのブリタニー・バーンスタインの記事がナショナル・レビューに掲載された。この記事では、ソーシャルメディアに対する政府の検閲に関する国民の認識を評価し、イーロン・マスクの「衝撃的な透明性」が「第5巡回区連邦控訴裁判所が、ホワイトハウスが脅迫的なメッセージと不利な結果の脅威によって、プラットフォームにモデレーション決定を強要した可能性が高い」と判断する重要な要因になったと指摘している。

### ウィキペディアの記事
マスクは、Twitterファイルの記事が削除検討された後、一部のユーザーがそれを「注目に値しない」「取るに足りないもの」と呼んでいるスクリーンショットに返信し、ウィキペディアを「無視できない左翼の偏向」だと非難した。しかし、最終的な決定は記事を残すことだった。

## 余波
2023年6月、Twitterの弁護士たちは、裁判所でTwitterファイルで主張された多くの主張に異議を唱えた。CNNによると、「全体として、マスク自身の企業弁護士による申し立ては、Twitterファイルから出てきた最も爆発的な主張の一部を一歩一歩反論するものであり、その中にはマスク自身が宣伝しているものもある」。